# Alexandre de Bernay
Pour les articles homonymes, voir Alexandre de Paris et de Bernay.
Alexandre de Bernay, dit aussi « Alexandre de Paris », né vers 1150 à Bernay et mort vers 1190, est un écrivain normand.

## Biographie
Alexandre commença à se faire connaître avec Élène, mère de Saint Martin, Brison ainsi que le roman d’Atis et Porphylias qu’il affirme avoir traduit du latin. Il continua également, de pair avec Thomas de Kent, l’œuvre commencée notamment par Albéric de Pisançon et par Lambert le Tort (Li Romans d’Alixandre), traduite ou plutôt inspirée de Quinte-Curce, de la vie du conquérant macédonien faussement attribuée à Callisthène et de l’Alexandriade de Gautier de Châtillon. Le succès durable de ce texte contribua à celui du vers dodécasyllabe qui fut, de là et à partir du XVe siècle, nommé alexandrin.

## Hommages
- La rue Alexandre, à Bernay, se situe derrière l'église Sainte-Croix  et dessert le presbytère.

## Œuvre
- Li roumans d'Alixandre, manuscrit du XIVe siècle de la BnF (lire en ligne).
- Li romans d'Alixandre, édition d'Heinrich Michelant, Stuttgart, 1846 (lire en ligne).
- Roman d'Alexandre, édition d'Armstrong et al., Princeton, 1937 (lire en ligne).
- Le Roman d'Alexandre, Éd. Laurence Harf-Lancner ; Edward Cooke Armstrong, Paris, Librairie générale française, 1994.  (ISBN 978-2-25306-655-2).
- L'Ystoire de la belle Helayne de Constantinople, mère de Saint Martin de Tours en Touraine, et de Saint Brice, son frère, Éd. Jean Wauquelin ; Joseph Van den Gheyn, Bruxelles, Vromant, 1913.

### Sources et bibliographie
- Pierre-René Auguis, Les Poètes françois, depuis le XIIe siècle jusqu’à Malherbe, Paris, Crapelet, 1824, in-8°.
- Alfred Foulet, The Medieval French roman d’Alexandre, Paris, PUF, 1976.
- Catherine Gaullier-Bougassas, Les Romans d’Alexandre : aux frontières de l’épique et du romanesque, Paris, Champion, 1998,  (ISBN 978-2-85203-678-9), (OCLC 901220377), 572 p.
- Laurence Harf-Lancner, « De l’histoire au mythe épico-romanesque : Alexandre le Grand dans l’Occident médiéval », dans Michèle Guéret-Laferté, Daniel Mortier, D’un genre littéraire à l’autre, Mont-Saint-Aignan, Publications des universités de Rouen et du Havre, 2008, 359 p. (ISBN 978-2-87775-446-0, lire en ligne), p. 63-74.
- Laurence Harf-Lancner, « Alexandre le Grand dans les romans français de la fin du Moyen Âge : un héros de la démesure », Mélanges de l’École française de Rome. Moyen Âge, nos 112/1,‎ 2000, p. 51-63 (lire en ligne).
- Laurence Harf-Lancner, « Le personnage d’Alexandre le Grand dans la littérature narrative française du XIIe au XVe siècle : mythe et roman », Los caminos del personaje en la narrativa medieval : actas del Coloquio internacional (Santiago de Compostela, 1-4 diciembre 2004), Florence, SISMEL,‎ 2006, p. 61-75 (ISBN 978-2-87775-446-0).